# Desmidium
Desmidium ist eine im Süßwasser vorkommende Gattung aus der Grünalgen-Gruppe der Zieralgen (Desmidiales). Sie besteht aus nur wenigen Arten.

## Merkmale
Die Vertreter bilden unverzweigte Fäden von einer Zellreihe. Die Fäden haben einen Durchmesser von 17 bis 50 Mikrometer. Die Zellen sind untereinander locker verbunden und von kurzer zylindrischer Gestalt. Am Rand sind sie etwas eingeschnürt. Sie haben einen zentralständigen Zellkern, der Chloroplast ist ebenfalls zentralständig und trägt in jeder Zellhälfte ein Pyrenoid. In Aufsicht sind zwei bis fünf Höcker zu sehen. Die Höcker sind bei aneinanderliegenden Zellen leicht versetzt, so dass die Fäden schraubig gedreht sind. Die Fäden sind von einer gemeinsamen Gallerte umhüllt.
Die ungeschlechtliche Fortpflanzung erfolgt durch Zweiteilung von beliebigen Zellen innerhalb des Fadens. Sie bleiben durch die gemeinsame Gallerte miteinander verbunden. Die Fäden zerfallen allerdings leicht. Die geschlechtliche Fortpflanzung erfolgt durch die für die Schmuckalgen charakteristische Konjugation: zwei geschlechtlich unterschiedlich determinierte Zellen legen sich aneinander und bilden im Bereich des Isthmus Konjugationskanäle aus. Die beiden Zellinhalte verschmelzen zu einer Zygote, die in ein Ruhestadium tritt und eine dicke, häufig ornamentierte Zellwand bildet. Die Zygote keimt unter Reduktionsteilung.

## Vorkommen
Die Vertreter der Gattung sind auf saure Standorte angewiesen: Sie kommen in Moortümpeln, in Schlenken und Gräben von Sphagnum-Mooren teilweise recht häufig vor.

## Belege
- Karl-Heinz Linne von Berg, Michael Melkonian u. a.: Der Kosmos-Algenführer. Die wichtigsten Süßwasseralgen im Mikroskop. Kosmos, Stuttgart 2004, ISBN 3-440-09719-6, S. 284.